# Leiopsammodius strumae
Leiopsammodius strumae är en skalbaggsart som beskrevs av Chromy 1983. Leiopsammodius strumae ingår i släktet Leiopsammodius och familjen Aphodiidae. Inga underarter finns listade i Catalogue of Life.